# HK G36
Pour les articles homonymes, voir G36.
Le HK G36 est un modèle de fusil d'assaut conçu par l'entreprise allemande Heckler & Koch.

## Historique

### Conception
Avec la fin de la guerre froide et la réunification allemande, la Bundeswehr se trouvait face à un dilemme. Le HK G11 et le HK G41 avaient été abandonnés et le G3 restait alors seul en service. Il s'agissait certes d'une arme performante mais sa munition de 7,62 mm OTAN ne correspondait pas au standard OTAN qui avait adopté le 5,56 mm. De plus, le G3 était lourd et encombrant. La nécessité d'une arme plus moderne s'imposait.
L'armée allemande avait trois solutions : conserver le G3 malgré son obsolescence, adopter l'AK-74 dont la défunte République démocratique allemande laissa d'importants stocks mais dont la munition (5,45 × 39 mm M74) n'était pas celle du standard de l'OTAN, ou développer une arme totalement nouvelle. C'est cette dernière solution qui fut retenue.
L'objectif était de concevoir un fusil moderne mais économiquement réaliste, la coûteuse saga du HK G11 ayant servi de leçon. De fait, le G36 emprunte énormément d'idées employées par divers concepteurs d'armes existantes : les chargeurs emboîtables sont repris de ceux du SIG-550 suisse et certains estiment que le garde-main rappelle étrangement celui de l'ancestral FAL belge, dont s'inspirait semble-t-il déjà le G3. Quant au mécanisme interne, à peu de chose près, c'est celui de l'Armalite AR-18 américain.
La déclinaison civile semi-automatique porte la dénomination de HK243 et est semblable en tout point mais ne peut tirer qu'au coup par coup.

### Exportations et suspicion de défaut de conception de la version militaire
En plus de l'armée allemande, l'armée espagnole l'a également adopté (HK G36E) ainsi que plusieurs autres. De plus ses versions compactes KE et C sont très appréciées des groupes d'interventions, notamment les SWAT américains. L'armée turque étudie le remplacement de ses G3 par des G36 et l'armée népalaise a  commandé cinquante-mille exemplaires pour renforcer son armée dans le cadre de la Guerre civile.
Le fusil, dans sa version militaire avec canon long (480 mm), de génération 1995, présenterait un gros défaut de conception selon des soldats allemands présents en Afghanistan en 2010 : il perd toute précision lorsqu'il s'échauffe, quand il est exposé à de fortes températures continues.
À la suite de ces déclarations un scandale éclate en Allemagne et dans d'autres pays utilisant le G36. Hekler & Koch déclare toutefois que les fusils respectent les spécifications du contrat passé en 1996 et attaque le gouvernement fédéral allemand. La cour de Koblenz donne raison à HK en 2016.
De plus, le garde-main s'échauffe en cas de tir nourri et il est impossible d'obtenir une visée sans grossissement avec la version d'exportation.
Les modèles destinés aux forces de l’ordre en France ne sont pas concernés par ces défauts. Ils sont issus de la dernière génération de 2015, et ne sont pourvus que de canons courts (228 mm) et moyens (318 mm, rafales courtes uniquement).
L'armée allemande se plaint de ce défaut depuis 2011, mais en commande toutefois 3 000 de plus en 2013. Le ministère de la défense suspend les commandes en 2015 et lance un appel d'offres pour remplacer le G36. En septembre 2020, l'entreprise C.G. Haenel est choisie pour une livraison à partir de 2023 de son Haenel MK 556 (de) mais le contrat est ensuite annulé.

## Description

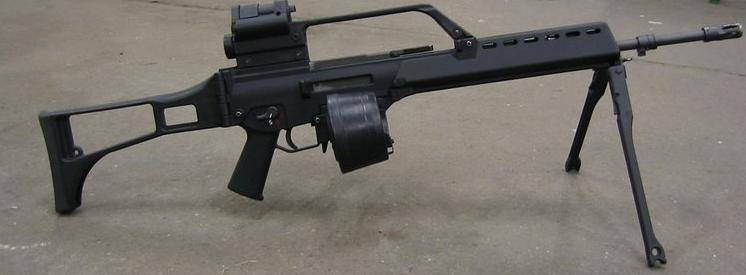
Un G36 standard de la Bundeswehr avec un bipied et un magasin Beta C-Mag.

Bien que la tendance actuelle en matière de fusil d'assaut soit au bullpup, le G36 conserve une architecture classique. Il reste donc relativement long. En revanche son poids de 3,6 kg reste parfaitement dans la norme actuelle, notamment grâce à l'emploi de polymères ou de plastique ultrarésistant. La crosse est rabattable sur le côté de l'arme. Le chargeur courbe contient trente cartouches et est transparent, ce qui permet d'en contrôler le contenu. L'arme accepte également un magasin de 100 coups à double tambour destiné à la version mitrailleuse légère.
Ce qui démarque le G36 des autres fusils d'assaut conventionnels est son système de visée et sa poignée intégrée sur sa partie supérieure. La version destinée à l'armée allemande est équipée d'un double viseur optique. La lunette supérieure n'offre aucun grossissement et permet l'acquisition rapide des cibles par alignement d'un point rouge alors que la lunette inférieure d'un grossissement de ×3,0 est utilisée pour le tir de précision à longue distance. La version d'exportation, le G36E, ne possède qu'une lunette d'un grossissement ×1,5. Un dispositif de visée plus puissant et même nocturne ou infrarouge peut être monté sur l'arme. Le G36C ne possède aucune lunette, mais est par contre doté d'un rail standard (Picatinny) qui permet l'adjonction de n'importe quel système de visée.
La vélocité en sortie de bouche est de 920 m/s (G36, G36V, MG36, MG36E), et de 850 m/s (G36K, G36KV).

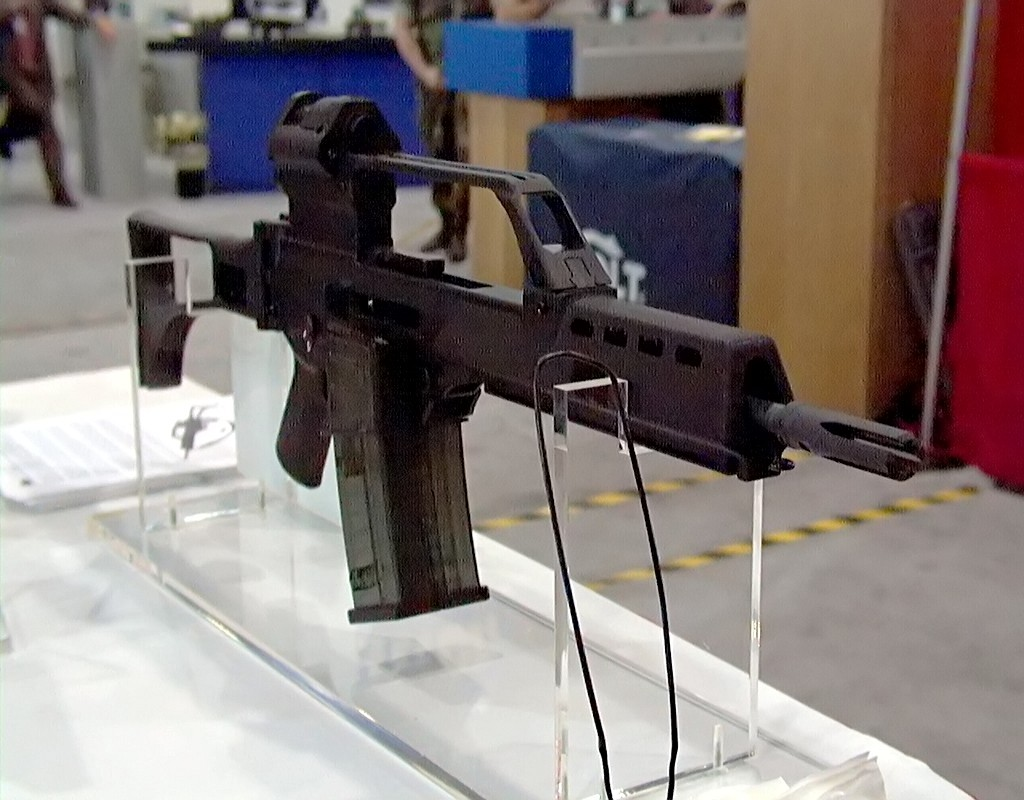
Carabine G36K avec deux magasins assemblés (jungle style (en)).
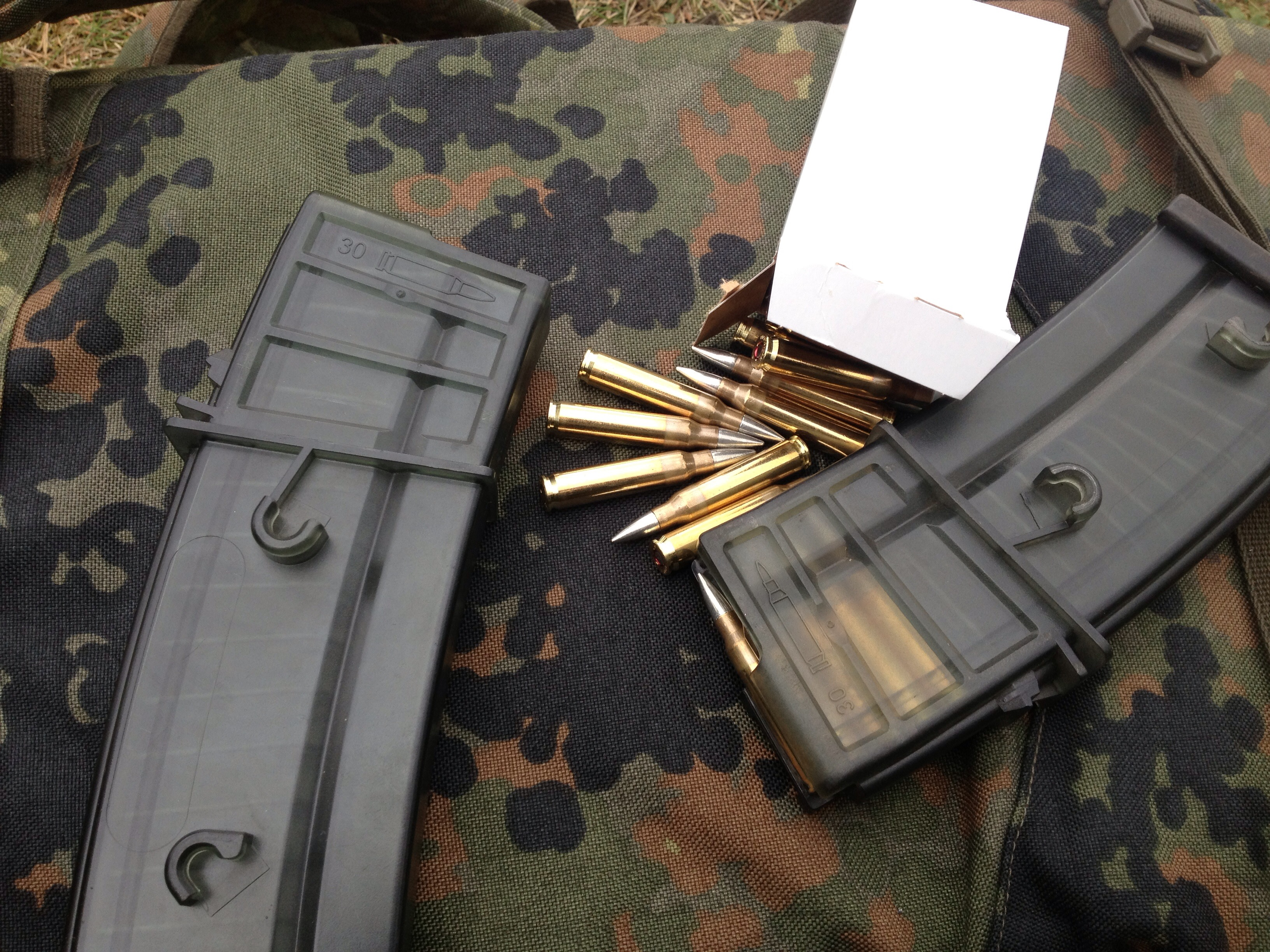
Magasins de 30 cartouches du G36, qui s'insèrent et se libèrent comme des chargeurs AK et ne sont pas interchangeables avec les magasins STANAG de l'OTAN. Les goujons latéraux d'interconnexion sont visibles.

## Variantes
- G36 A1
- G36K A1
- G36K Bw
- G36C
- G36E
- G36KE
- G36V
- G36KV
- G36 A2
- G36K A2
- AG36 A1
- AG36 A2
- G36 KSK
- AG36 KSK A1
- AG36 KSK A2
- MG36 A1
- MG36 A2
- G36C A2
- G36 KP2 (France)

## Utilisations lors de Conflits
- Guerre du Kosovo
- Guerre contre le terrorisme
- Guerre d'Afghanistan
- Guerre d'Irak
- Guerre de la drogue au Mexique
- Deuxième guerre d'Ossétie du Sud
- Première guerre civile libyenne

## Utilisateurs

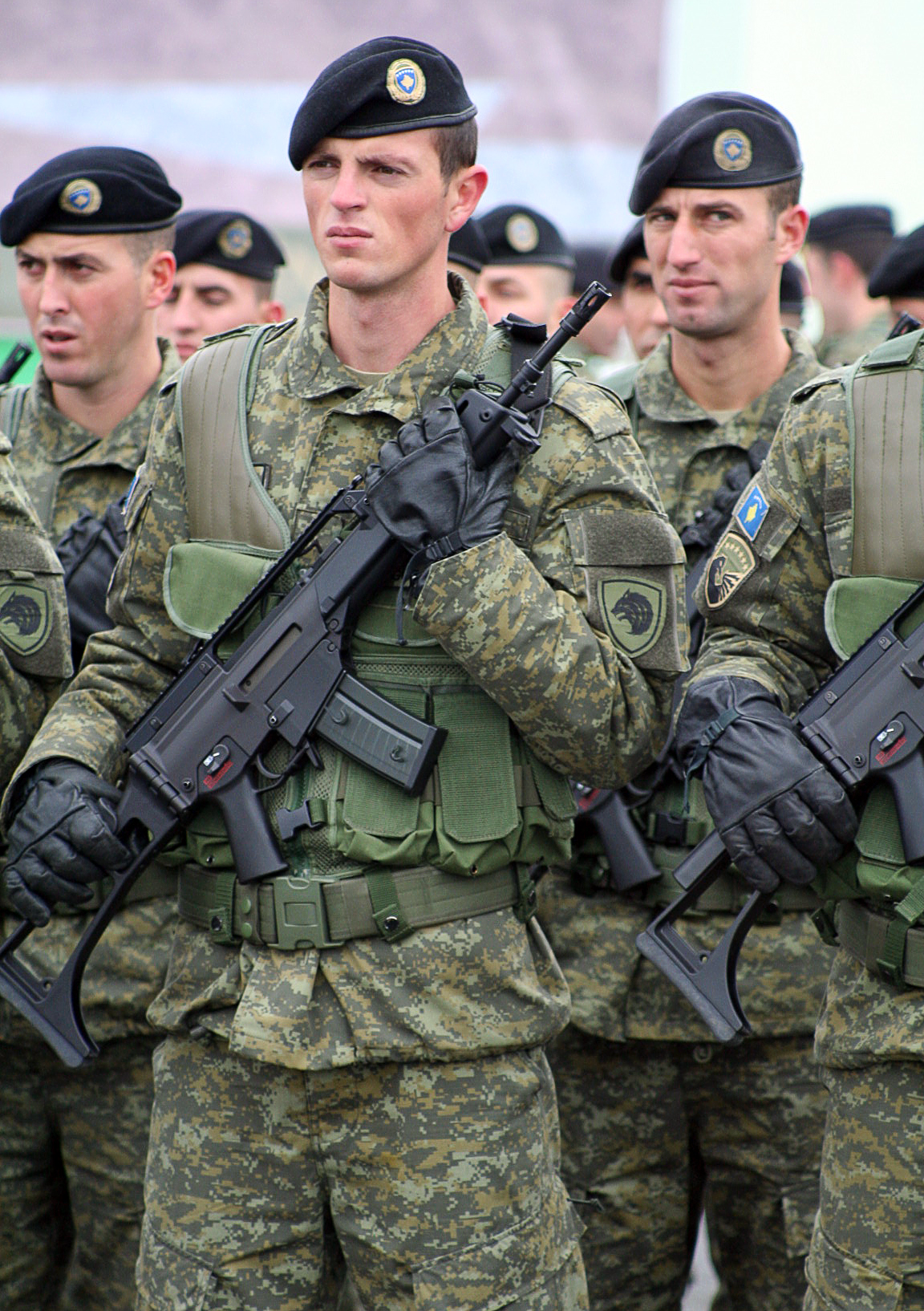
Soldats des forces de sécurité du Kosovo avec le G36KV.

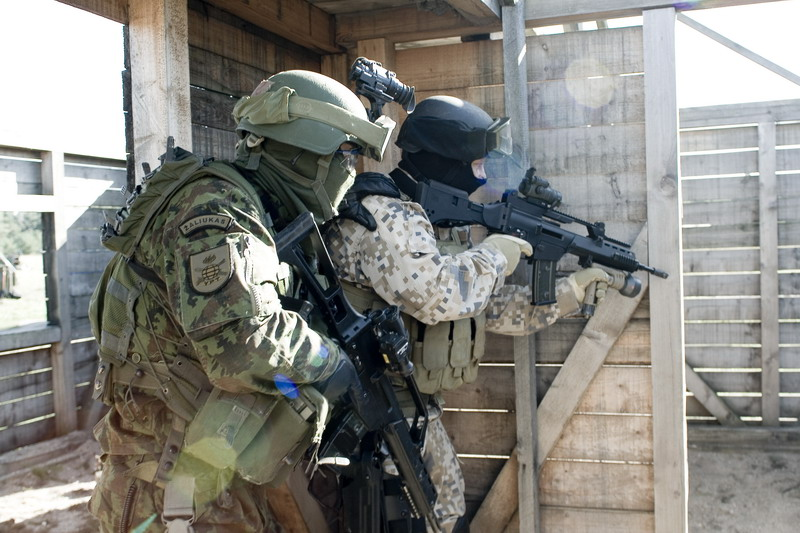
Soldats letton et lituanien à l'entrainement.

- Albanie : le G36C est utilisé en nombre limité par des unités spécialisées.
- Algérie : le G36C est utilisé par les forces spéciales algériennes.
- Allemagne : fusil standard de la Bundeswehr (G36 ou G36A1, G36A2, G36K et G36C), de la police fédérale Bundespolizei et des forces spéciales de la police SEK.
- Arabie saoudite : le G36 est produit sous licence par la Military Industries Corporation[4] depuis 2009.
- Australie : police fédérale (G36C).
- Brésil : utilisé par la police fédérale Polícia Federal.
- Canada : utilisé par la Victoria Police Department.
- Croatie : nombre limité en utilisation dans certaines unités spécialisées.
- Égypte : commande de 608 exemplaires en 2003, de nombreuses armes ont été retrouvées dans une caserne des forces armées libyennes en 2011[5].
- Estonie : nombre limité utilisé dans certaines unités spécialisées.
- Espagne : le G36E  équipe toutes les branches des forces armées espagnoles. 75 219 unités ont été achetées avec une livraison commençant en 1999 par HK et complétée jusqu'en  2005 par 60 000 fusils fabriqués dans l'usine de La Corogne de Santa Bárbara Sistemas.
- Finlande : utilisé par les gardes-côtes.
- France : Police nationale -  CSI 75-92-93-94 (Compagnie de Sécurisation et d’Intervention) (BAC[6], GSP, BRI[7], GIPN, RAID, SDLP, CRS, UMIP, USOC, PAF), Administration pénitentiaire dont ÉRIS, Gendarmerie nationale (PSIG[6], PSPG, antennes du GIGN , Peloton d'intervention et Gendarmerie mobile en Afghanistan), douane, commandos marine, commandos parachutiste[8].
  - G36K (Gendarmerie nationale)
  - G36K A3 (Gendarmerie nationale : version K A3 pour le PSIG)
  - G36C (Police nationale : RAID, GIPN, BRI)
  - G36K P2 (Police nationale : BAC)
- Géorgie : forces d'opérations spéciales, garde présidentielle. Utilisés lors de la guerre de 2008[4].
- Grèce : le G36 est en évaluation par l'armée de terre comme remplaçant potentiel du HK G3 produit sous licence et encore en service. Il est sorti vainqueur des tests et une pré commande de 112 370 fusils a été passée.
- Indonésie : unité anti-terroriste Kopassus Sat-81 Gultor et Indonesian Marine Corps Denjaka (G36C and G36K).
- Irlande : Irish Army Rangers.
- Italie : commando Gruppo di Intervento Speciale des Carabinieri, Aeronautica Militare, Commando Col Moschin.
- Jordanie : la Royal Special Forces utilise le G36C.
- Kosovo : la KFOR et la FSK utilisent la G36C et G36K.
- Lettonie : le G36KV est le fusil d'assaut standard de l'armée lettone et des forces spéciales Speciālo uzdevumu vienība.

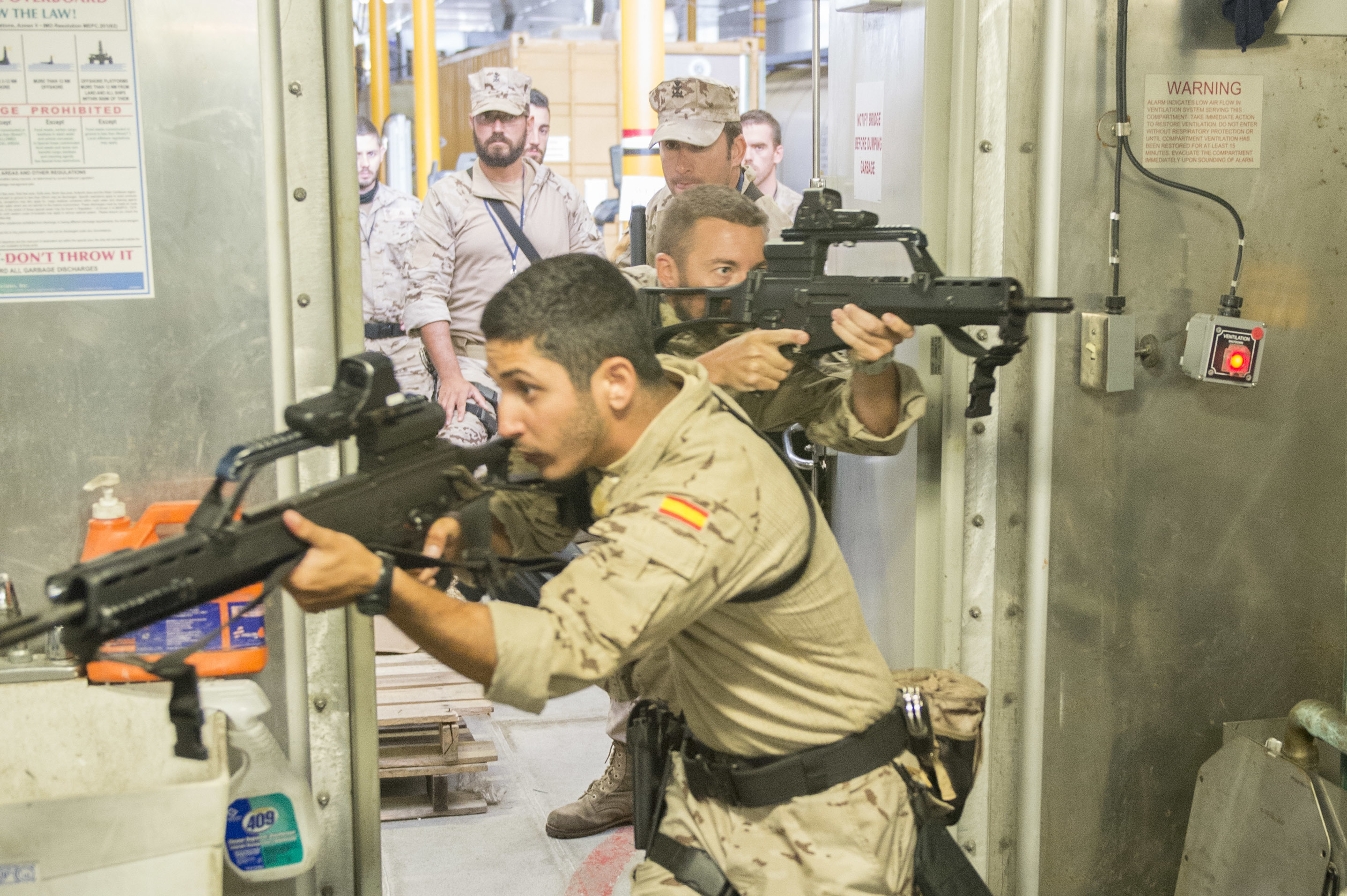
Un membre de l'armada espagnole avec un G36KE.

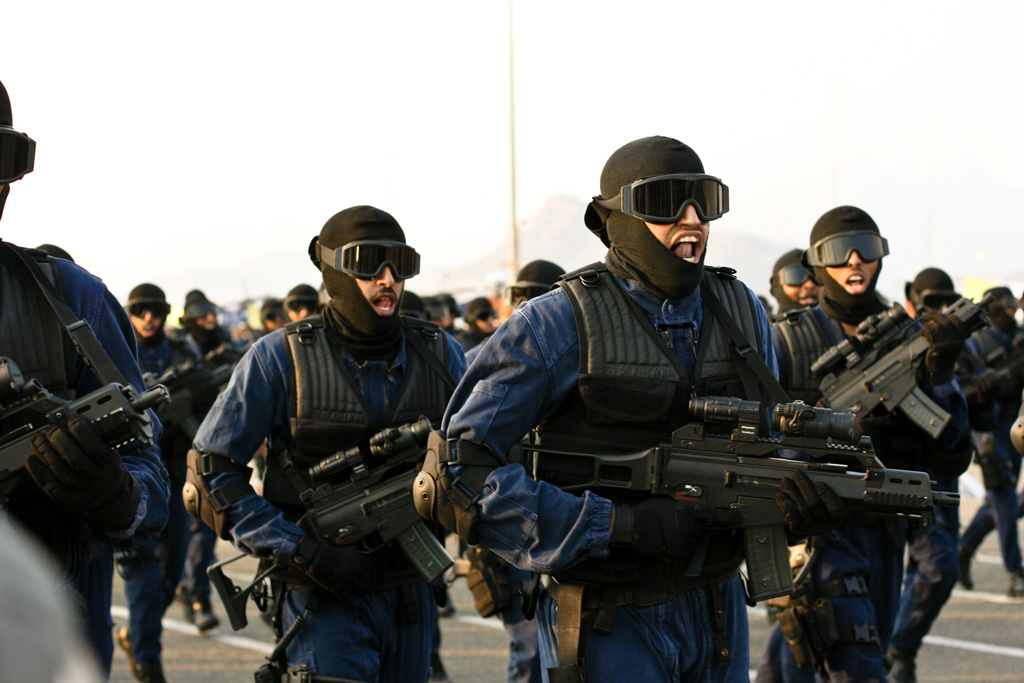
Personnel des forces armées saoudiennes avec un G36C.

- Lituanie : l'armée lituanienne adopte le G36V et G36KV en 2007.
- Libye : les rebelles ont trouvé des G36 encore emballés dans des casernes en 2011[4].
- Malaisie : l'armée Grup Gerak Khas', la Royal Malaysian Police et l'unité anti-terroriste Pasukan Gerakan Khas (G36C).
- Maroc : utilisé par les Forces spéciales de la police et de la gendarmerie royale marocaine et les Forces armées royales.
- Mexique : différentes agences gouvernementales, police fédérale et militaires ainsi que l'armée mexicaine.
- Monténégro : fusil d'assaut standard des forces armées du Monténégro depuis 2015.
- Norvège : commando de marine Kystjegerkommandoen.
- Pays-Bas : plusieurs unités de police.
- Philippines : Naval Special Warfare Group, Light Reaction Battalion etPresidential Security Group.
- Pologne : utilisé par la police polonaise Policja (G36C, G36K), les forces spéciales GROM (G36K, G36) et le commando de marine FORMOZA (G36KV), Biuro Ochrony Rządu (G36K, G36KV et G36C), les agences de sécurité internes et les bureaux d'investigation (G36C).
- Portugal : Corpo de Fuzileiros, la garde nationale républicaine, la police militaire, les commando de l'air et les forces spéciales NFOT.
- Roumanie : le G36KV est utilisé par plusieurs groupes spéciaux comme le Batalionul 1 Operaţii Speciale.
- Royaume-Uni
- Sénégal : utilisé dans l'armée de terre, mais reste moins répandu que le M16.
- Singapour : unité Special Tactics and Rescue.
- Slovaquie : le G36KV et le G36C sont utilisés en petits nombres par les forces de police spéciales Útvar Osobitného Určenia.
- Slovénie : déployé en petits nombres par les forces anti-terroristes Specialna Enota Policije.
- Suède : forces spéciales Särskilda Skyddsgruppen et forces nationales Nationella insatsstyrkan.
- Thaïlande : Royal Thai Navy SEALs, Royal Thai Marine Corps, Bataillons de reconnaissance (G36C).
- États-Unis : United States Capitol Police, Baltimore Police Department, Los Angeles Police Department, le Milwaukie Police Department dans l'Oregon, la Cobb County Police Department en Georgie, la Roanoke Police Department SWAT Squad en Virginie, la Jefferson Township Police department à Oak Ridge, NJ, et le Metropolitan St. Louis Police Department dans le Missouri.

### Allemagne
Depuis 1996, le HK G36 est le fusil standard de la Bundeswehr (G36 ou G36A1, G36A2, G36K et G36C), de la police fédérale (Bundespolizei) et des forces spéciales de la police (SEKet GSG 9). De plus la carabine de police HK G36 KSF (ne pouvant tirer en rafale) équipe l'administration pénitentiaire et plusieurs polices d'État allemandes.

### France

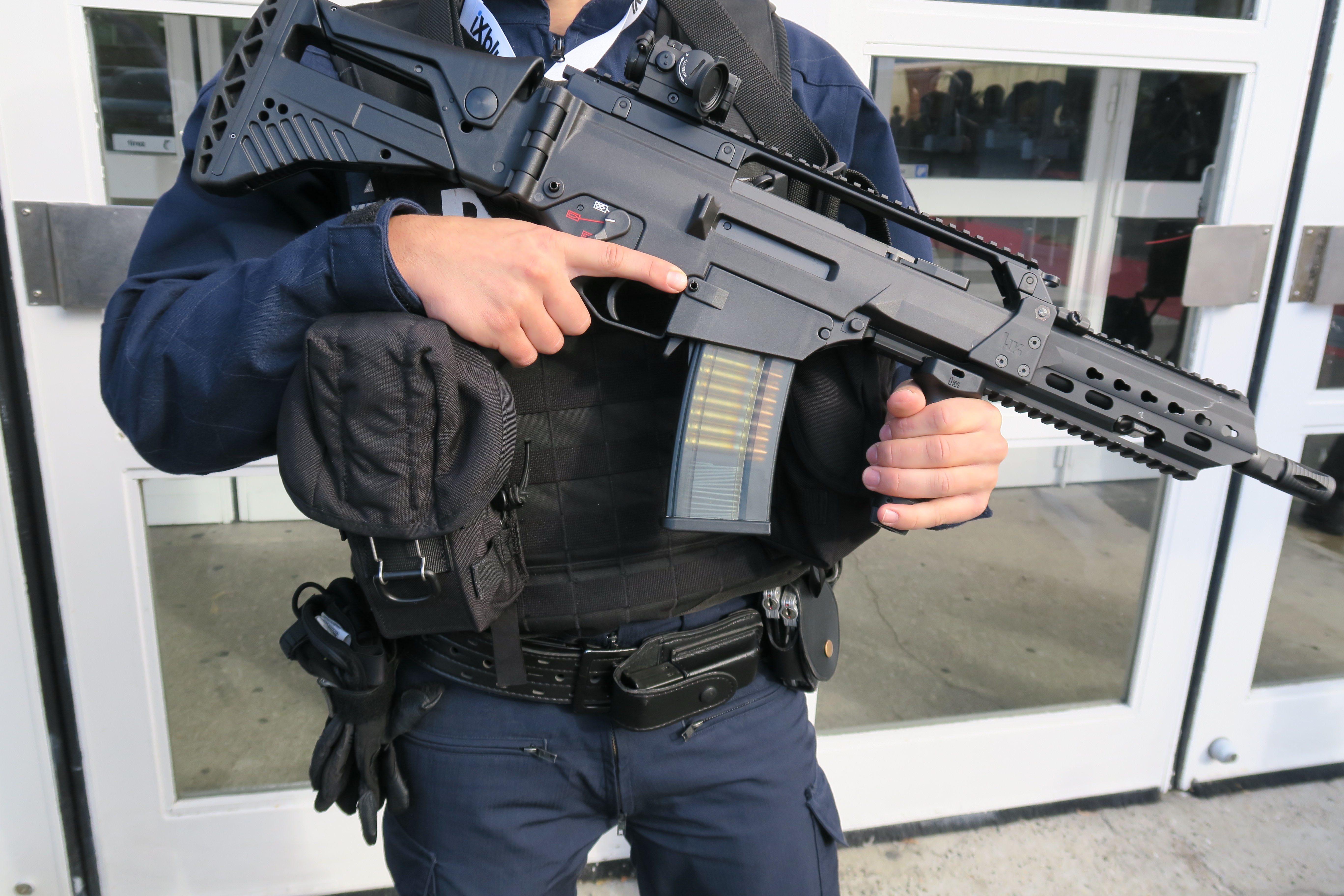
Fonctionnaire des CRS équipé d'un G36 KP2.

Les versions compactes du G36 (KE et C)  sont très appréciées des groupes d'interventions français notamment les RAID, GIPN, SDLP, ERIS, PI2G, PSPG. La Police nationale distribue aussi aux policiers des SRPJ des carabines de police HK G36 CV (ne pouvant tirer en rafale).
À la suite des attentats de novembre 2015 à Paris, les brigades anticriminalité, les CRS, l'UMIP (Unité Mobile d'Intervention et de Protection), l'USOC (l'Unité de Sécurisation Opérationnel de la Capitale), la PAF, les pelotons de surveillance et d'intervention de la Gendarmerie et la Douane sont également équipés de HK G36 KP2 (BAC) et KA3 (PSIG),,.
L'administration pénitentiaire est également dotée de HK G36 V permettant un tir au coup par coup et en rafale de 2. Ils équipent les miradors des établissements pénitentiaires en France y compris dans les DOM-TOM.

## Caractéristiques
G36
- Calibre : 5,56 × 45 mm OTAN
- Mécanisme : emprunt de gaz, tir semi-automatique, rafale de 2 coups (selon version), tir automatique
- Longueur : 99,8 cm / 75,8 cm
- Longueur du canon : 48 cm
- Poids non chargé : 3,6 kg (3,3 kg G36E)
- Poids chargé : 4,2 kg
- Capacité : 30 coups / 100 coups (C-Mag)
- Cadence de tir : 750 coups par minute
- Prix ordinaire : environ 770 € (source : Forces Armées Espagnoles, 75 000 unités achetées)

G36K
- Calibre : 5,56 × 45 mm OTAN
- Mécanisme : emprunt de gaz, tir semi-automatique, rafale de 2 coups (selon version), tir automatique
- Longueur : 86 cm / 61,5 cm
- Longueur du canon : 32 cm
- Poids non chargé : 3,3 kg (3 kg G36KE)
- Poids chargé : 3,9 kg
- Capacité : 30 coups / 100 coups (C-Mag)
- Cadence de tir : 750 coups par minute

G36C
- Calibre : 5,56 × 45 mm OTAN
- Mécanisme : emprunt de gaz, tir semi-automatique, rafale de 2 coups (selon version), tir automatique
- Longueur : 75 cm / 50 cm
- Longueur du canon : 22,8 cm
- Poids non chargé : 2,8 kg
- Poids chargé :3,4 kg
- Capacité : 30 coups / 100 coups (C-Mag)
- Cadence de tir : 750 coups par minute

HK243 "version civile du G36"
- Calibre : .223 ou 5,56 × 45 mm OTAN
- Mécanisme : emprunt de gaz, tir semi-automatique uniquement
- Longueur : 91cm / 67cm
- Longueur du canon : 42cm
- Poids non chargé : 3,6 kg
- Poids chargé : 4,2 kg
- Capacité : 30 coups
- Cadence de tir :semi-automatique
- Prix ordinaire : environ 2000 à 2500 selon version

## Dans la culture populaire

### Cinéma
- Dans Mission impossible 3 (2006), l'agent Ethan Hunt (Tom Cruise) utilise un G36 pour abattre un drone ennemi.
- Dans Entre deux mondes (2014), c'est l'arme principale de la section allemande envoyée protéger un village en Afghanistan.
- Dans Darkest Minds : Rébellion (2018), il est utilisé à plusieurs reprises par les soldats Psi.

### Télévision
- Dans la saga Stargate, le G36 succède au P90 comme arme de dotation standard des équipes SG.
- Dans la série Line of Duty (ou Enquêtes internes au Québec).
- Dans la série La casa de papel (saison 4, épisode 8), le nom de l'arme est clairement prononcé.

### Jeux vidéo
Le G36-C apparaît notamment dans plusieurs jeux vidéo :
- Battlefield 4
- Série Call of Duty
  - Call of Duty 4: Modern Warfare
  - Call of Duty: Modern Warfare 3
- Delta Force: Black Hawk Down (dans l'extension Team Sabre)
- Grand Theft Auto V
- Série Jagged Alliance
- Medal of Honor: Warfighter
- Payday 2 (« JP36 »)
- PlayerUnknown's Battlegrounds
- STALKER: Shadow of Chernobyl
- Univers Tom Clancy :
  - Tom Clancy's Rainbow Six
  - Tom Clancy's Ghost Recon
  - Rainbow Six: Siege
  - Tom Clancy's The Division
- War Rock
- World War 3
- Black
- Team Fortress 2 (sous le nom Le Classique)
- "Rush Team"